# 2 Łotewski Pułk Policyjny Liepāja
2 Łotewski Pułk Policyjny „Liepāja” (niem. Lettisches Polizei Regiment 2 „Liepāja”) – kolaboracyjna jednostka policyjna złożona z Łotyszy podczas II wojny światowej

## Historia
Został utworzony w lutym 1944 r. na bazie 22 Łotewskiego Batalionu Schutzmannschaft "Daugavas", 25 Łotewskiego Batalionu Schutzmannschaft "Abavas", 313 Łotewskiego batalionu schutzmannschaft i 316 Łotewskiego batalionu schutzmannschaft. Na jego czele stanął Waffen-Obersturmbannführer der SS Jānis Grosbergs. Funkcję szefa sztabu pełnił Waffen-Hauptsturmführer der SS Voldemars Luturs. Pod koniec lutego pułk został skierowany nad rzekę Dźwina do walki z partyzantami. Latem 1944 wszedł w skład grupy wojskowej SS-Obergruppenführera Friedricha Jeckelna, działającej w rejonie byłej granicy łotewsko-sowieckiej. Następnie Łotyszy podporządkowano niemieckiej 22 Dywizji Piechoty. Po ciężkich stratach, poniesionych w walkach z partyzantami i Armią Czerwoną, resztki pułku pod koniec sierpnia zostały przeniesione na terytorium Łotwy, rozformowane, po czym pod koniec września włączone w skład 1 Łotewskiego ochotniczego pułku policyjnego „Ryga”.

## Skład organizacyjny
- I batalion - d-ca Waffen-Obersturmbannführer der SS Kārlis Gerbers
- II batalion - d-ca Waffen-Obersturmbannführer der SS Kārlis Plikausis
- III batalion - d-ca Waffen-Hauptsturmführer der SS Gravelis
- IV batalion - d-ca Waffen-Hauptsturmführer der SS Ansis Voldemārs Eglītis